# بول بيتارد
بول بيتارد (1912-1980) هو عالم نبات فرنسي متخصص في دراسة النباتات المحلية في بولينيزيا الفرنسية. لا يزال كتابه موسوعة نبات إيتار النباتي يستخدم على نطاق واسع كمرجع، ويحتوي على الكثير من المعلومات حول التطبيقات التقليدية لعصير نوني [الإنجليزية] التاهيتي. حاصل على الدكتوراه في الصيدلة.